# Let It Bleed
Let It Bleed —en español: Déjalo sangrar o Deja que sangre— es el octavo álbum de estudio de The Rolling Stones en el Reino Unido y su décimo en los Estados Unidos. Se publicó el 5 de diciembre de 1969, un año después que su predecesor, Beggars Banquet, que había supuesto un éxito de público y crítica. Marca el inicio de la etapa de Mick Taylor en el grupo en sustitución del también guitarrista Brian Jones, fundador y antiguo líder de la banda. Jones falleció durante la grabación de la obra, un mes después de dejar de ser miembro de los Stones. Participó únicamente en dos canciones del álbum, al igual que Taylor. El álbum contó con la producción de Jimmy Miller, al igual que su anterior LP, y fue concebido como un disco de rock con fuertes influencias del blues y el country. Cuenta con dos de las composiciones más valoradas del grupo: «Gimmie Shelter» y «You Can't Always Get What You Want». La portada surrealista fue realizada por Robert Brownjohn inspirándose en el título provisional de la obra, Automatic Changer ("tocadiscos automático").
La obra alcanzó el puesto número tres en la lista de Billboard de álbumes pop de los Estados Unidos, mientras que llegó al primer lugar en las listas del Reino Unido. Está considerado como una de las mejores grabaciones de la banda ("su gran obra maestra", en palabras del crítico de música Stephen Davis). En el año 2003 la revista Rolling Stone lo colocó en el puesto 32 en su Lista de los 500 mejores álbumes de todos los tiempos.

## Historia

### Antecedentes y grabación

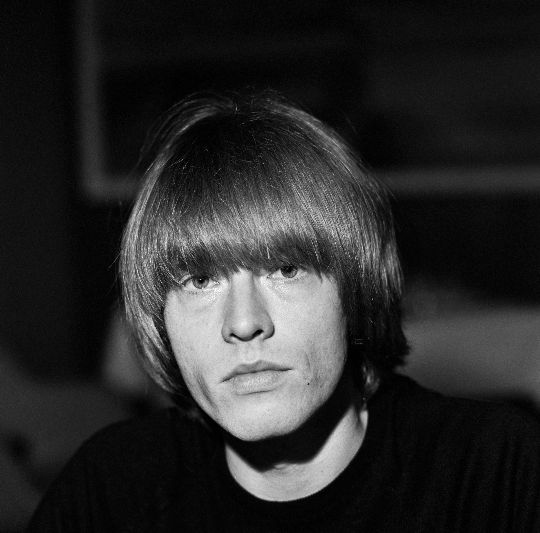
Brian Jones intervino únicamente en 2 temas del álbum, falleciendo antes de que este fuese publicado.

Las sesiones de estudio de Let It Bleed comenzaron en febrero del año 1969 y continuarían de forma esporádica hasta noviembre de ese año. La grabación de la canción «You Can't Always Get What You Want» había comenzado previamente, en noviembre del año anterior, antes de la publicación de Beggars Banquet. Brian Jones intervino únicamente en dos temas, tocando la cítara de acordes en «You Got the Silver» y la percusión en «Midnight Rambler». Además de sus múltiples incomparecencias con la banda en el último año, los problemas de Jones con la justicia británica le habían impedido conseguir un visado para viajar a Estados Unidos. Este hecho comprometía las posibles giras del grupo en ese país. Por todo ello, fue despedido en junio de 1969. Jones murió en su piscina el 3 de julio, meses antes de que se completase el álbum. El forense determinó que había fallecido ahogado y bajo los efectos de las drogas. El 5 de julio, el grupo tenía previsto realizar un concierto gratuito en Hyde Park a fin de presentar al sustituto de Jones, Mick Taylor, y promocionar los nuevos temas (como el sencillo «Honky Tonk Women», que había sido publicado en el Reino Unido el día 4). El evento terminó convirtiéndose en un acto multitudinario de despedida al exguitarrista de la banda.

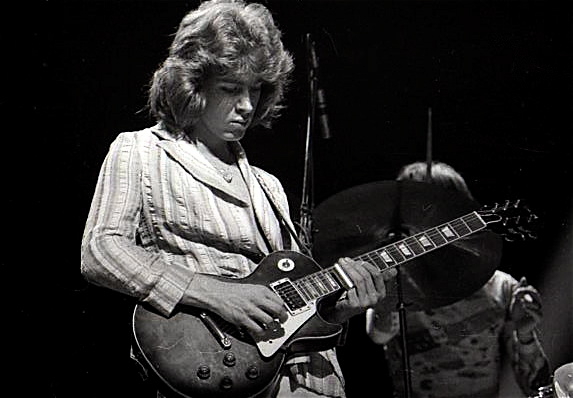
Let It Bleed fue el primer álbum de The Rolling Stones que contó con la participación de Mick Taylor.

Mick Taylor, que había sido guitarrista de John Mayall & The Bluesbreakers, intervino al igual que Jones en dos piezas del disco. En su caso fueron «Country Honk» y «Live with Me». Además, en el álbum destaca el hecho de que por primera vez Keith Richards es la voz principal en solitario en una canción del grupo: «You Got the Silver». Con anterioridad, Keith había compartido esa tarea con Mick Jagger en algunos temas: «Connection», «Something Happened to Me Yesterday» y «Salt of the Earth». Por su parte, Mick Jagger se ausentó de las sesiones de grabación los meses de julio y agosto, ya que se desplazó a Australia para participar en el rodaje de la película Ned Kelly, acerca de un famoso proscrito australiano. Su novia de entonces, Marianne Faithfull, también iba a participar en la película, pero al final no pudo hacerlo. La causa fue una sobredosis que la hizo entrar en coma. Tras abandonar dicho estado, fue trasladada a un centro en Suiza, donde continuó su recuperación. La vuelta de Jagger de Australia coincidió con la publicación del segundo volumen de éxitos del grupo, titulado Through the Past, Darkly (Big Hits Vol. 2). En la obra también participaron los músicos Ian Stewart, Nicky Hopkins, Ry Cooder, Leon Russell, Al Kooper y Jack Nitzsche. The London Bach Choir cantó en «You Can't Always Get What You Want», aunque posteriormente trataría de desvincularse públicamente del álbum debido a sus múltiples referencias a las drogas.
El lanzamiento de Let It Bleed había sido originalmente programado para julio de 1969. Aunque «Honky Tonk Women» fue publicada como sencillo ese mes, el álbum en sí sufrió numerosos retrasos, siendo finalmente publicado en diciembre de 1969, después de que la gira estadounidense se hubiera completado. La mayor parte del álbum fue grabado en los Olympic Studios en Londres, aunque algunas tareas adicionales se realizaron en los estudios Elektra Sound de Los Ángeles, mientras los Stones se preparaban para la gira. Estas partes incluyen los overdubs de diferentes músicos invitados: Merry Clayton (en «Gimme Shelter|Gimmie Shelter»), Byron Berline (en «Country Honk») y Bobby Keys y Leon Russell (en «Live with Me»). Por último, en octubre de 1969 también se grabó en Los Ángeles una versión inédita de «I Don't Know The Reason Why» con la participación de Mick Taylor.

### Consecuencias
Let It Bleed fue el último álbum de estudio editado por la primera discográfica del grupo, Decca Records. Recién finalizada la grabación, el grupo realizó una gira por Estados Unidos durante noviembre y diciembre de 1969. En ella, los Stones compartieron escenario con artistas de la talla de Chuck Berry, B.B. King, Ike y Tina Turner o Terry Reid. El material grabado en los conciertos de Baltimore y Nueva York fue empleado en el disco en directo Get Yer Ya-Ya's Out! The Rolling Stones in Concert. Publicado al año siguiente, en él se interpretan temas de Beggars Banquet y de Let It Bleed, así como versiones de los temas de Berry «Carol» y «Little Queenie».
La gira culminó con el concierto gratuito de Altamont (California), celebrado al día siguiente de la publicación de Let It Bleed. Dicho evento fue concebido por el grupo como un "Woodstock de la Costa Oeste" (de los Estados Unidos). Además de los Stones, en el festival actuaron Carlos Santana, Jefferson Airplane, The Flying Burrito Brothers y Crosby, Stills and Nash (and Young). También estaba programada la intervención de The Grateful Dead, que al final no tuvo lugar. Los conciertos se realizaron en un clima generalizado de violencia, motivado principalmente por la actitud de la banda motera de los Ángeles del Infierno, que había sido contratada para responsabilizarse de la seguridad. Los trágicos incidentes se saldaron con tres fallecimientos accidentales y con la muerte provocada de un joven cerca del escenario, el cual fue apuñalado por un miembro de los Ángeles del Infierno durante la actuación de los Stones.

## El álbum

### Estilo musical e influencias
Al igual que Beggars Banquet el año anterior, y como sus dos siguientes obras, el álbum supuso un retorno a las raíces del grupo en la música blues y a recuperar muchos de los elementos usados durante el periodo de su carrera anterior a la publicación de Aftermath. Su principal fuente de inspiración durante la serie de álbumes a la que Let It Bleed pertenece fue el roots rock. Así, el influjo del góspel es evidente en canciones como «Gimmie Shelter» o «You Can't Always Get What You Want», el de Hank Williams y Jimmie Rodgers en «Country Honk», y el Chicago blues en «Midnight Rambler». De igual modo, el country blues está presente en «You Got The Silver» y «Love In Vain», mientras que el country rock aparece en «Let It Bleed».
Según Don Heckman de The New York Times, Let It Bleed era un "intenso" y "apasionadamente erótico" álbum de rock duro y blues influenciado por la música afroamericana. Richie Unterberger, en una crítica para AllMusic, dijo que el disco "extiende el sentimiento de rock y blues de Beggars Banquet hacia un rock ligeramente más duro, hacia un territorio sexual más demoníaco". James McNair, de la revista Mojo, opinó que la obra hacía énfasis en un country blues "mundano".
Durante sus experimentos sonoros de mediados de 1960, la banda había desarrollado un modo ecléctico de realizar los arreglos musicales. La guitarra slide está presente de manera prominente, tocada siempre por Richards (excepto en «Country Honk», donde se encarga Taylor). En el álbum, interviene en todas las canciones excepto «Gimme Shelter|Gimmie Shelter», «Live With Me» y «You Can't Always Get What You Want», proporcionando un auténtico sentimiento blues a toda la obra. Además, todo un elenco de músicos de estudio embellecen las canciones con diversos instrumentos.
Aparte de las actuaciones de rigor de piano (a cargo de Ian Stewart y Nicky Hopkins), la grabación incluyó el violín tradicional (Byron Berline), la mandolina (Ry Cooder), el órgano y la trompa (Al Kooper), así como el vibráfono (Bill Wyman) y el autoarpa (Wyman, Jones). Sin embargo, de mayor importancia fueron los debuts con el grupo de tanto el renombrando saxofonista Bobby Keys (en «Live With Me»), un músico que jugó un papel clave en dotar a los arreglos del grupo de un fondo de soul y jazz, como del guitarrista Mick Taylor, que se hizo responsable de la guitarra líder con maestría técnica, llevando a la banda a un sonido de rock más duro a finales de los años 1960 y principios de los 1970.

### Letra
En general, las letras del álbum tratan de la vida de los años 1960. Hay comentarios sobre cuestiones sociales tales como la Guerra de Vietnam (en «Gimmie Shelter»), así como el movimiento hippie, la cultura de las drogas y la política («You Can't Always Get What You Want»). A menudo se resalta que la letra del álbum tiene un trasfondo violento y cínico. Sin embargo, al mismo tiempo hay también una temática amorosa, presente de forma tanto desoladora (en «Love In Vain», escrito por Robert Johnson), reconfortante («You Got The Silver», escrita por Richards), sensual y repleta de insinuaciones («Let It Bleed») o cómica («Live With Me»).

### Contenido

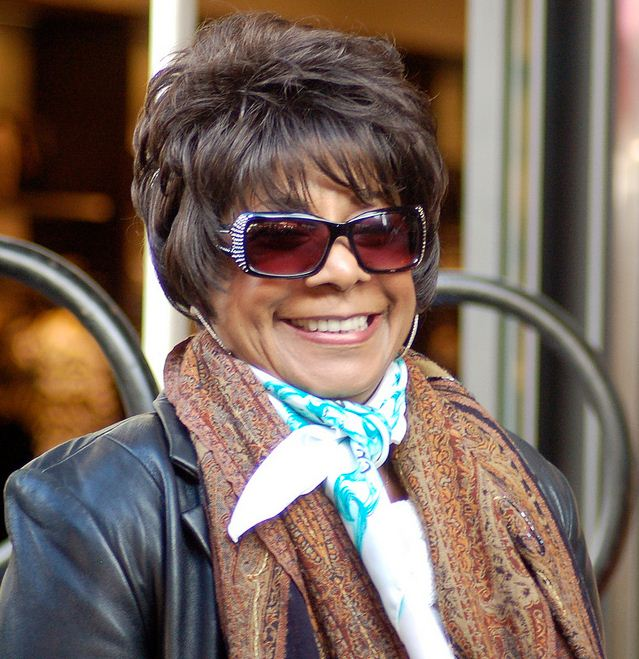
Merry Clayton cantó con Jagger en «Gimmie Shelter».

El disco empieza con «Gimmie Shelter» (posteriormente rebautizada como «Gimme Shelter»), una canción con alusiones a la guerra, al asesinato o a la violación, amenazas ante las que la letra insta a buscar refugio. En 1995, en una entrevista concedida a Rolling Stone, Jagger declaró que sucesos violentos de la época, como la Guerra de Vietnam, ejercieron una fuerte influencia sobre el disco. En particular, a este tema lo calificaba de "canción del fin del mundo, del apocalipsis". A iniciativa del productor, la pieza contó con la colaboración de Merry Clayton, cantante de soul y de gospel, que realizó un importante solo de voz. La valoración de esta canción ha crecido con los años: en el año 2004, la revista Rolling Stone incluyó la composición en el puesto 38 de su Lista de Rolling Stone de las 500 canciones más grandes de la historia. Gimme Shelter también es el título de un documental de 1970 sobre la gira estadounidense del grupo y que termina recogiendo los incidentes de Altamont.
La siguiente composición es una versión de la canción «Love in Vain» ("Amor en vano"), un blues de Robert Johnson que habla del amor no correspondido. Al tema se le dio un aire más country y se le añadieron acordes. La autoría no fue atribuida a Johnson, sino a Woody Pane, un pseudónimo usado para el músico por una de sus discográficas. Este hecho levantó polémica (como había sucedido en Beggars Banquet con la versión de «Prodigal Son»). La primera cara continúa con «Country Honk», una versión country del sencillo del grupo «Honky Tonk Women», que había sido publicado en julio de ese año y había encabezado las listas de ventas en Estados Unidos y en el Reino Unido. A pesar de que «Country Honk» se publicó con posterioridad, utilizar un arreglo country había sido la idea original del grupo para esta composición. Durante 1968, Richards había estado recorriendo Londres en compañía de Gram Parsons, que había dejado el grupo The Byrds la víspera de una gira por la República de Sudáfrica. Parsons tuvo un impacto significativo en el gusto de Richards por la música country. Es posible que la banda grabase esta canción como resultado de su influencia. Parsons realizó algunos arreglos para «Country Honk», además de traer al violinista Byron Berline para que interviniese en el tema. Los primeros versos de la letra fueron modificados pasando la acción a desarrollarse en Jackson, Misisipi, en lugar de en Memphis, Tennessee.
«Live with Me» ("Vive conmigo") es un tema rock que parece describir el decadente estilo de vida de la banda. Supuso el inicio de la colaboración del saxofonista Bobby Keys con el grupo, el que participaría en otras canciones de éxito de la banda, como «Brown Sugar». Se trata de uno de los dos temas en los que intervino Mick Taylor. Además, el bajo fue interpretado por Keith Richards, en sustitución de Bill Wyman. «Let It Bleed», que trataba el tema del apoyo emocional con alusiones al sexo y a las drogas, cerraba la primera cara del álbum.
La segunda cara comienza con «Midnight Rambler» ("El excursionista de medianoche"), inspirada en la historia de Albert DeSalvo, que confesó ser el estrangulador de Boston. Fue compuesta por Jagger y Richards durante unas vacaciones en la localidad italiana de Positano. La canción se desarrolla de modo muy cinemático e intrigante. En un principio, la letra habla del asesino en serie en tercera persona, pero en la segunda mitad de la misma Jagger va asumiendo progresivamente su rol. Este tema ha sido interpretado repetidamente por los Stones en sus actuaciones; destaca especialmente la versión recogida en su disco en directo Get Yer Ya-Ya's Out! The Rolling Stones in Concert. La siguiente pieza es «You Got the Silver» ("Tú tienes la plata"), cantada por Richards y que aparece en la película Zabriskie Point, de Michelangelo Antonioni. «Monkey Man» ("Hombre mono") es un extraño tema del grupo que en el que Jagger grita "todos mis amigos son yonquis". Su letra satiriza sobre la imagen pública y el estilo de vida de la banda. El álbum concluye con «You Can't Always Get What You Want» ("No siempre puedes conseguir lo que quieres"), cara B del sencillo de «Honky Tonk Women». La canción contó con arreglos de viento de Al Kooper y la colaboración del coro londinense London Bach Choir. Los miembros de dicho coro se escandalizaron cuando comprobaron las múltiples alusiones a las drogas que contenía el disco en el que habían participado. El productor Jimmy Miller sustituyó en este tema al baterista Charlie Watts, debido a que este último no era capaz de tocar el patrón rítmico de la pieza.
En una crítica realizada para la revista Rolling Stone en el momento de la publicación del álbum, Greil Marcus dijo que las canciones de la parte intermedia del álbum eran "fantásticas", pero que «Gimmie Shelter» (situada al principio del álbum) y «You Can't Always Get What You Want» (al final) "parecen importar más" porque "ambas tratan de llegar a la realidad y acaban enfrentadas a ella, casi llegando a dominar lo que es real, o cómo la realidad se percibirá a medida que pasen los años".

### Portada
Jagger le pidió originalmente al artista neerlandés M. C. Escher que diseñara la carátula del álbum, pero este declinó su petición. La portada surrealista fue finalmente realizada por Robert Brownjohn. Según Bill Wyman, su temática estuvo inspirada por el título provisional de la obra, Automatic Changer ("tocadiscos automático"). En ella se ven unas figuritas que representan a los cinco miembros del grupo en lo alto de una tarta de boda. La última capa de la tarta, la única de dulce, fue preparada por Delia Smith, una cocinera británica que se haría popular en su país presentando programas de televisión. Los pisos inferiores están constituidos por un neumático, una pizza, el panel de un reloj y una lata de cinta magnética. El conjunto se encuentra sobre un tocadiscos en el que se está reproduciendo el disco. En la contraportada, el montaje se muestra destrozado, con un trozo de tarta cortado. Como curiosidad, el listado de temas que figura en el reverso de la misma no sigue el orden de la grabación. Brownjohn afirmó que había alterado la lista por razones estéticas. Además, en el interior se puede leer la siguiente recomendación: "Esta grabación debería reproducirse con un volumen elevado". La portada de Let It Bleed fue una de las diez elegidas por el Royal Mail para un conjunto de sellos postales llamado "Classic Album Cover", publicados en enero de 2010.

## Publicación y acogida
La grabación vio la luz en diciembre y rápidamente alcanzó el número uno en el Reino Unido, reemplazando temporalmente al Abbey Road de The Beatles. En los Estados Unidos llegó al puesto número tres en la lista de Billboard de álbumes pop, consiguiendo un disco de oro en 1969. En el año 1989, la RIAA certificó un doble platino. Let It Bleed ha vendido más de 7 millones de copias alrededor del mundo desde su lanzamiento en 1969. El disco fue también muy bien acogido por la crítica. El álbum fue el segundo de los trabajos producidos para el grupo por Jimmy Miller. Pertenece a una serie de cuatro que habitualmente se consideran la cima de la obra de los Stones; los otros tres son Beggars Banquet (1968), Sticky Fingers (1971), y Exile on Main St. (1972). Steven Van Zandt los calificó como la "segunda gran época" de los Stones y como la "mejor serie de álbumes de la historia". En el año 2003 la revista Rolling Stone colocó al álbum en el puesto 32 en su Lista de Rolling Stone de los 500 mejores álbumes de todos los tiempos, basada en la opinión de 273 profesionales de la industria discográfica. Se trata del segundo disco del grupo en la lista, solo por detrás de Exile on Main St.
En un análisis retrospectivo, la revista NME alabó las distintas direcciones musicales por las que se movía el álbum y lo definió como "un clásico". En su crítica de 5 estrellas para Rolling Stone en 2004, Gavin Edwards alabó el modo de tocar la guitarra de Keith Richard a lo largo del álbum y afirmó: "ya sea de manera espiritual, menstrual o visceral, los Stones se aseguraron de que te fueses a casa cubierto de sangre". Jason McNeil de PopMatters escribió que Beggars Banquet y Let It Bleed son "los dos álbumes más grandes que la banda (o nadie) haya hecho nunca".
Let It Bleed fue el último álbum de los Stones en ser editado en una versión mono. Sin embargo, se trata simplemente de la fusión de la versión en estéreo, a pesar de que el álbum haya sido incluido en el recopilatorio de 2016 The Rolling Stones in Mono. Let It Bleed fue editado en los Estados Unidos en 1969 como LP, cinta de magnetófono de bobina abierta, casete y como cartucho de 8 pistas, así como un CD remasterizado en 1986. En agosto de 2002, fue reeditado nuevamente como un CD remasterizado y como Super Audio CD en formato digipak por ABKCO Records. Por último, Universal Music Enterprises presentó en 2010 una versión en SHM-Super Audio CD exclusiva para Japón.

## Lista de canciones
Todas las canciones escritas y compuestas por Jagger/Richards, excepto donde se indique.
| Cara 1 |                                 |          |  |
| N.º    | Título                          | Duración |  |
| 1.     | «Gimme Shelter»                 | 4:31     |  |
| 2.     | «Love in Vain» (Robert Johnson) | 4:19     |  |
| 3.     | «Country Honk»                  | 3:09     |  |
| 4.     | «Live with Me»                  | 3:33     |  |
| 5.     | «Let It Bleed»                  | 5:26     |  |

| Cara 2 |                                      |          |  |
| N.º    | Título                               | Duración |  |
| 6.     | «Midnight Rambler»                   | 6:52     |  |
| 7.     | «You Got the Silver»                 | 2:51     |  |
| 8.     | «Monkey Man»                         | 4:12     |  |
| 9.     | «You Can't Always Get What You Want» | 7:28     |  |

## Personal
| The Rolling Stones - Mick Jagger: voz (excepto en «You Got the Silver»); armónica en «Gimme Shelter» y «Midnight Rambler»; guitarra acústica en «You Can't Always Get What You Want». - Keith Richards: guitarra eléctrica; bajo en «Live with Me»; coros en «Gimme Shelter», «Country Honk» y «Monkey Man»; voz en «You Got the Silver». - Bill Wyman: bajo (excepto en «Country Honk» y «Live with Me»); autoarpa en «Let It Bleed»; vibráfono en «Monkey Man». - Charlie Watts: batería (excepto en «You Can't Always Get What You Want»). - Brian Jones: congas en «Midnight Rambler»; autoarpa en «You Got the Silver». - Mick Taylor: guitarra slide en «Country Honk»; guitarra eléctrica en «Live with Me». Músicos adicionales - Ian Stewart: piano en «Let It Bleed». - Nicky Hopkins: piano en «Gimme Shelter», «Live with Me», «You Got the Silver» y «Monkey Man»; órgano en «You Got the Silver». - Byron Berline: violín en «Country Honk». - Merry Clayton: voz en «Gimme Shelter» (acreditada como "Mary Clayton" en el LP y en la remasterización digital de 2002). - Ry Cooder: mandolina en «Love in Vain». - Bobby Keys: saxofón en «Live with Me». - Jimmy Miller: percusión en «Gimme Shelter»; batería en «You Can't Always Get What You Want»; pandereta en «Monkey Man». - Leon Russell: piano y arreglo de vientos en «Live with Me». - Jack Nitzsche: arreglo coral en «You Can't Always Get What You Want». - Al Kooper: piano, trompa, órgano en «You Can't Always Get What You Want». - Nanette Workman: coros en «Country Honk» y «You Can't Always Get What You Want» (acreditada como Nanette Newman en el LP). - Doris Troy: coros en «You Can't Always Get What You Want». - Madeline Bell: coros en «You Can't Always Get What You Want». - Rocky Dijon: percusión en «You Can't Always Get What You Want». - The London Bach Choir: voz en «You Can't Always Get What You Want». | Técnica y diseño - Glyn Johns: ingeniero de sonido. - Gus Skinas: ingeniero de sonido. - Jesper Hansen: ingeniero asistente. - Bruce Botnick: ingeniero asistente. - Al Kooper: arreglos musicales. - Jack Nitzsche: arreglos musicales. - Jon Astley: Transferencia digital. - Bob Ludwig: masterización. - Jimmy Miller: productor. - Mike Joseph: fotografía. - Iris Keitel: director artístico. - Tom Wilkes: diseño original. - Barry Feinstein: diseño de portada. - Lenne Allik: concepto. - Steve Rosenthal: archivo. - Mick McKenna: archivo. |

## Posición en las listas
| Listas (1969–70)               | Mejor posición |
| ------------------------------ | -------------- |
| Alemania (Offizielle Top 100)  | 3              |
| Australia (Kent Music Report)  | 2              |
| Canadá (RPM)                   | 4              |
| Estados Unidos (Billboard 200) | 3              |
| Noruega (VG-lista)             | 2              |
| Países Bajos (Album Top 100)   | 1              |
| Reino Unido (UK Albums Chart)  | 1              |
| Listas (2007)                  | Mejor posición |
| Suecia (Sverigetopplistan)     | 37             |
| Listas (2012)                  | Mejor posición |
| Francia (SNEP)                 | 138            |

### Certificaciones
| País                  | Certificación | Ventas certificadas |
| --------------------- | ------------- | ------------------- |
| Canadá (Music Canada) | Platino       | 100.000^            |
| Estados Unidos (RIAA) | Doble platino | 2.000.000^          |
| Reino Unido (BPI)     | Platino       | 300.000^            |

Nota: ^ Cifras de ventas basadas únicamente en la certificación